# Svenska kyrkan i San Francisco
Svenska kyrkan i San Francisco är en av Svenska kyrkans utlandsförsamlingar. 

## Administrativ historik
Församlingen bildades 1996. 

## Kyrkoherdar
| Ämbetstid | Namn           | Levnadstid | Övrigt |
| --------- | -------------- | ---------- | ------ |
| 2013–2016 | Staffan Eklund | 1956–      | [ 1 ]  |

### Fotnoter
1. ↑   Matrikel 2016: Svenska kyrkan (69:a utgåvan). Stockholm: Verbum. 2016. sid. 418. ISBN 978-91-5263615-2